# Leola (Dakota del Sud)
Leola és una població dels Estats Units a l'estat de Dakota del Sud. Segons el cens del 2000 tenia 462 habitants.

## Demografia
Segons el cens del 2000, Leola tenia 462 habitants, 234 habitatges, i 135 famílies. La densitat de població era de 251,2 habitants per km².
Dels 234 habitatges en un 18,8% hi vivien nens de menys de 18 anys, en un 51,3% hi vivien parelles casades, en un 3% dones solteres, i en un 42,3% no eren unitats familiars. En el 40,6% dels habitatges hi vivien persones soles el 21,4% de les quals corresponia a persones de 65 anys o més que vivien soles. El nombre mitjà de persones vivint en cada habitatge era d'1,97 i el nombre mitjà de persones que vivien en cada família era de 2,64.
Per edats la població es repartia de la següent manera: un 18,6% tenia menys de 18 anys, un 4,8% entre 18 i 24, un 22,5% entre 25 i 44, un 23,2% de 45 a 60 i un 31% 65 anys o més.
L'edat mediana era de 48 anys. Per cada 100 dones de 18 o més anys hi havia 88 homes.
La renda mediana per habitatge era de 24.559 $ i la renda mediana per família de 33.125 $. Els homes tenien una renda mediana de 28.250 $ mentre que les dones 22.321 $. La renda per capita de la població era de 15.807 $. Entorn de l'1,5% de les famílies i el 10,8% de la població estaven per davall del llindar de pobresa.

## Poblacions més properes
El següent diagrama mostra les poblacions més properes.